# Куп пет нација 1988.
Куп пет нација 1988. (службени назив: 1988 Five Nations Championship) је било 94. издање овог најелитнијег репрезентативног рагби такмичења Старог континента. а 59. издање Купа пет нација.
Ово је био последњи турнир где су репрезентације могле да деле прво место, од следеће године па убудуће о шампиону је одлучивала боља поен разлика. Француска и Велс су делили прво место са 3 победе у 4 утакмице.

## Учесници
Напомена:
Северна Ирска и Република Ирска наступају заједно.
|   | Селекција                      | Стадион                             | Селектор      |
| - | ------------------------------ | ----------------------------------- | ------------- |
| 1 | Рагби репрезентација Француске | Парк принчева, Париз (48 718)       | Жак Фури      |
| 2 | Рагби репрезентација Енглеске  | Стадион Твикенам, Лондон (82 000)   | Џеф Как       |
| 3 | Рагби репрезентација Шкотске   | Стадион Марифилд, Единбург (67 144) | Џим Телфер    |
| 4 | Рагби репрезентација Велса     | Кардиф армс парк, Кардиф (65 000)   | Тони Греј     |
| 5 | Рагби репрезентација Ирске     | Ленсдаун роуд, Даблин (48 000)      | Џим Дејвидсон |

## Такмичење

### Прво коло
Ирска - Шкотска 21-26
Француска - Енглеска 10-9

### Друго коло
Шкотска - Француска 23-12
Енглеска - Велс 3-11

### Треће коло
Француска - Ирска 25-6
Велс - Шкотска 25-20

### Четврто коло
Ирска - Велс 9-12
Шкотска - Енглеска 6-9

### Пето коло
Велс - Француска 9-10
Енглеска - Ирска 35-3

## Табела
|   | Селекција                      | ИГ | Д | Н | И | ПД | ПП | ПР  | Б |  |
| - | ------------------------------ | -- | - | - | - | -- | -- | --- | - |  |
| 1 | Рагби репрезентација Француске | 4  | 3 | 0 | 1 | 57 | 42 | +15 | 6 |  |
| 1 | Рагби репрезентација Велса     | 4  | 3 | 0 | 1 | 57 | 47 | +10 | 6 |  |
| 3 | Рагби репрезентација Енглеске  | 4  | 2 | 0 | 2 | 56 | 30 | +26 | 4 |  |
| 4 | Рагби репрезентација Шкотске   | 4  | 1 | 0 | 3 | 67 | 68 | -1  | 2 |  |
| 4 | Рагби репрезентација Ирске     | 4  | 1 | 0 | 3 | 40 | 90 | -50 | 2 |  |

## Индивидуална стастика
Највише поена
- Гејвин Хејстингс 41, Шкотска

Највише есеја
- Крис Оти 3, Енглеска